# Tommy Mollet
Tommy Mollet (Tilburg, 29 marzo 1979) è un taekwondoka olandese.

## Palmarès

### Mondiali di taekwondo
- Bronzo a Campionati mondiali di taekwondo 2007

### Europei di taekwondo
- Bronzo a Campionati europei di taekwondo 2002
- Bronzo a Campionati europei di taekwondo 2004
- Argento a Campionati europei di taekwondo 2005
- Bronzo a Campionati europei di taekwondo 2006
- Bronzo a Campionati europei di taekwondo 2008
- Bronzo a Campionati europei di taekwondo 2012